# 司徒美堂
司徒美堂（1868年4月3日—1955年5月6日），原名羡意，字基赞，广东开平人，旅美華僑領袖，中国洪门致公党创始人。

## 生平

### 早年生活
司徒美堂出生于广东省肇慶府開平縣赤墈中股滘堤洲牛路里的一个贫苦农民家庭。6岁丧父，靠母亲抚养。1875年起在私塾读书4年，后辍学到新会县当线香学徒。1882年3月到美国打工，时年14岁，最初在唐人街餐厅当厨师。
1885年，加入华侨反清组织洪门致公堂。
1888年一个白人流氓到司徒美堂打工的餐馆吃“霸王餐”，司徒美堂气愤不过，三拳两腳把那个流氓打死，被判了死刑。华侨及洪门人士立即凑钱营救，最后改判了十个月。
1894年冬，在波士顿成立“安良工商会”，简称安良堂，隶属于致公堂总堂。其口号为“拗强扶弱，除暴安良”，司徒美堂本人被洪门人士拥为“大佬”，又因为司徒美堂排行第五，所以大家都尊称他为“洪门五叔”。
1895年春，加入美國海軍，到美国军舰“保鲁磨”号当下级厨师。

### 政治活动

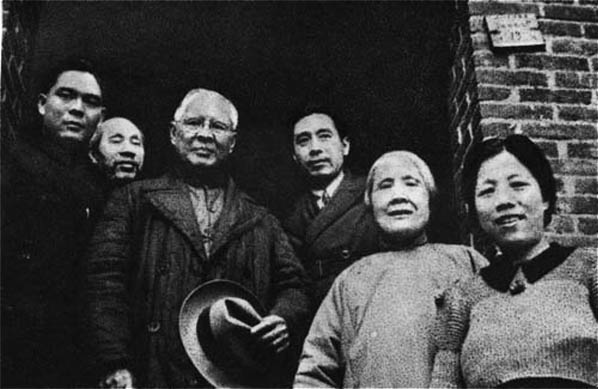
1941年12月，周恩来等在八路军重庆办事处接待司徒美堂、徐宗汉等人。左起：司徒柱（司徒美堂长子）、董必武、司徒美堂、周恩来、徐宗汉、邓颖超

1904年，司徒美堂在波士顿面见了以“洪门大哥”身份出现在美国的孙中山，司徒担任了孙的保镖兼厨师。同住5个月期间，孙中山得到了司徒美堂对其革命活动的支持。
1908年，司徒美堂聘用了初出茅廬的律師富蘭克林·羅斯福為法律顧問。
1911年4月，广州黄花岗起义失败，同盟会急需经费。加拿大洪门致公堂将加拿大的维多利亚、温哥华、多伦多三地的四所致公堂大楼典押，“温埠致公堂首捐港币1万元，维多利亚埠抵押公堂地产3万元。当地华侨又集4,000元。都兰多埠也抵押1万元。共计7万元。是全球最多的。”加上美国及其他地区，共筹到了所需款项15万7,213元。武昌起义后，司徒美堂通电孙中山支持其成为中华民国总统。
1924年初，國民黨北伐时，亦得到司徒美堂的大力支持。
抗日战争爆发后，司徒美堂为了支持国内抗日，参与组织了“纽约华侨抗日救国筹饷总会”，积极发动华侨捐款。募捐的名目有多种，其中“额捐”（每人每月捐15美元）总额有1,400万美元，平均每个华侨捐出670到1,000美元。
1941年6月皖南事变后，司徒美堂通电蒋介石表示要“反对分裂、坚持团结；反对投降，坚持抗战”。
1945年初，洪门致公堂改称“中国洪门致公党”，司徒美堂被选为该党全美总部的主席。抗日战争结束后，他回到中国，以致公党的名义进行活动。
1946年4月，司徒美堂回国组建中国洪门民治党，9月1日在上海成立。
1948年10月26日他返回美国，并在香港各大报刊发表《司徒美堂拥护中国共产党召开新政协的声明》，并以洪门老人身份，号召洪门兄弟声援中国致公党。1949年9月17日，他回国参加中国人民政治协商筹备会第二次会议，时年83岁，9月26日，在北平東交民巷六國飯店舉行的一場午宴中，他發言帶頭反對保留“中華民國”的簡稱，周恩來把這些意見綜合後送政協主席團參考，後來主席團作出決定，把原本共同綱領草案括弧內“中華民國”這個簡稱刪去了。9月30日当选为中华人民共和国中央人民政府委员会委员。

### 逝世及身后
1955年5月8日下午，司徒美堂因脑溢血去世。享年87岁。中華人民共和國國務院周恩来总理亲自主持公祭大会，中国侨联主席廖承志在悼词中说：“他一生所走的道路，反映着国外爱国侨胞从鸦片战争以来所走的道路。”随后遗体在北京八宝山革命公墓安葬。
司徒美堂死后，其遗孀张洁凤享受“国家对知名人士遗孀”的待遇，每月有70多元的生活补贴。1966年文化大革命紅八月時，张洁凤被红卫兵指為「坏分子」，用皮帶抽打致死。
1986年，在其家乡开平建成了“司徒美堂紀念館”。